# Savogna d’Isonzo
Savogna d’Isonzo (slowenisch: Sovodnje ob Soči) ist eine nordostitalienische Gemeinde (comune) mit 1707 Einwohnern (Stand 31. Dezember 2023) in der Region Friaul-Julisch Venetien. Die Gemeinde liegt etwa 4,5 Kilometer südwestlich von Gorizia an der slowenischen Grenze. Die nordwestliche Gemeindegrenze bildet der Isonzo.

## Gemeindepartnerschaften
Savogna d’Isonzo unterhält eine Partnerschaft mit der slowenischen Gemeinde Škofja Loka (Bischoflack) in der Region Gorenjska.

## Verkehr
Durch die Gemeinde führt die Strada Statale 55 dell’Isonzo von Gorizia nach Duino-Aurisina.